# The Irishman
The Irishman er en amerikansk kriminalfilm fra 2019, instrueret og produceret af Martin Scorsese og skrevet af Steven Zaillian, baseret på bogen I Heard you paint houses fra 2004 af Charles Brandt. Filmen har Robert De Niro, Al Pacino og Joe Pesci i hovedrollerne og
Ray Romano, Bobby Cannavale, Anna Paquin, Stephen Graham, Stephanie Kurtzuba, Jesse Plemons, og Harvey Keitel på rollelisten.
I september 2014 blev det offentliggjort at The Irishman var Scorseses næste film efter Silence (2016).
De Niro, som også var producer, og Pacino blev bekræftet samme måned sammen med Pesci, der kom ud af sin uofficielle pension for at spille med i filmen efter flere anmodninger.
Optagelserne startede i september 2017 i New York City og i Mineola and Williston Park områderne på Long Island, og optagelserne sluttede i marts 2018.
Med et produktionsbudget på $159 millioner og en spillelængde på 209 minutter, er den blandt de dyreste og længste film i Scorseses karriere.
The Irishman havde premiere ved den 57. New York Film Festival, og havde en begrænset udgivelse i biografen den 1. november 2019, hvorefter den blev udgivet til digital streaming på Netflix, der startede 27. november 2019.
Filmen modtog ros fra kritikerne, der særligt roste Scorseses instruktion og De Niro, Pacino og pescis optrædener. Filmen modtog adskillige priser og nomineringer; ved Oscaruddelingen 2020 modtog filmen 10 nomineringer inklusive for Bedste film, bedste instruktør, bedste mandlige birolle og bedste filmatisering.

## Medvirkende
- Robert De Niro som Frank "The Irishman" Sheeran
- Al Pacino som Jimmy Hoffa
- Joe Pesci som Russell Bufalino
- Bobby Cannavale som Felix "Skinny Razor" DiTullio
- Harvey Keitel som Angelo Bruno
- Stephen Graham som Anthony Provenzano
- Kathrine Narducci som Carrie Bufalino
- Domenick Lombardozzi som Anthony Salerno
- Anna Paquin som Peggy Sheeran
- Sebastian Maniscalco som Joseph "Crazy Joe" Gallo
- Ray Romano som Bill Bufalino
- Jeremy Luke som Thomas Andretta
- Jesse Plemons som Chuckie O'Brien
- Stephanie Kurtzuba som Irene Sheeran
- Aleksa Palladino som Mary Sheeran
- India Ennenga som Dolores Sheeran
- J. C. MacKenzie som Jimmy Neal
- Gary Basaraba som Frank Fitzsimmons
- Jim Norton som Don Rickles
- Larry Romano som Phil Testa
- Jake Hoffman som Allen Dorfman
- Patrick Gallo som Anthony Giacalone
- Barry Primus som Ewing King
- Jack Huston som Robert F. Kennedy

## Produktion

### Udvikling
I et interview med The Guardian nævnte Scorsese at projektets originale overvejelser startede i 1980'erne og sagde at "Bob [De Niro] og jeg havde prøvet i mange år på at finde på et projekt. Dette projekt startede for omkring 35 år siden, med idéen om at lave en genindspilning af Illusionernes by og efterfølgeren To uger i Rom. På en eller anden måde fik vi udtømt det."
Bagefter henvendte Scorsese sig til De Niro med en idé om at fortælle en historie om en aldrende lejemorder, der ikke kom længere.
De Niro genoplivede den gamle diskussion og "fik projektet i gang" efter at have læst bogen I Heard You Paint Houses fra 2004 af Charles Brandt. Scorsese fortalte at De Niro "blev ret følelsesladet" da han fortalte ham om den ledende karakter.
Scorsese blev derefter interesseret i at instruere en filmatisering af bogen og castede De Niro, Al Pacino og Joe Pesci.
The Irishman startede dets udviklingsfase i 2007.
Nyt plotmateriale og omskrivninger fik filmen til at miste sin plads i filmudgivelseskalenderen. Scorsese nåde at instruere tre film, Hugo (2011), The Wolf of Wall Street (2013) og Silence (2016), inden han vendte tilbage til The Irishman.
I september 2014, efter år i development hell, bekræftede Pacino at filmen blev Scorseses næste projekt efter Silence.
I oktober 2015 oplyste De Niro, at filmen stadig var undervejs og kunne have startet filmoptagelse i 2016, og Steven Zaillian blev bekræftet som manusforfatter.
I juli 2017 blev det rapporteret, at filmen ville blive præsenteret som en række flashbacks af en ældre Frank Sheeran, afbildet som erindring af hans mange kriminelle aktiviteter gennem flere årtier,
hvor De Niro optræder "så ung som 24 år og så gammel som 80".
Producer Irwin Winkler definerede projektet som "en komsammen af mennesker der har arbejdet sammen siden de var børn sammen",
mens Rosenthal sagde at "det der vil overraske dig er, at som en Scorsese film, er det en langsommere film (...) det er fyre der kigger på sig selv gennem et ældre perspektiv".

### Manuskript
I juli 2009 modtog Brandt et telefonopkald fra De Niro, der førte til et møde mellem dem, Scorsese og manuskriptforfatter Steven Zaillian en måned senere.
Mødet var sat til at vare en time, men endte med at vare fire timer. Brandt sagde at "materialet var nyt til dem" og Zaillian havde allerede et manuskript klar, men de tilføjelser Brandt havde krævede en genskrivning. For at hjælpe overleverede Brandt sit eget manuskript.
Bandt sagde "Zaillian er en god manuskriptforfatter, forstå mig ret (...) jeg ønskede at logge materialet."
Sandheden i Sheerans formodede tilståelser og den bog, som filmen var baseret på, er blevet udfordret i artiklen "The Lies of the Irishman" af Bill Tonelli i magasinet Slate.
til hvem Chip Fleischer, bogens forlægger, skrev et detaljeret svar,
og af "Jimmy Hoffa and the irishman: A true Crime Story?" af Harvard Law Schoolprofessor Jack Goldsmith.
I et interview forsvarede De Niro filmens skrivningsproces og sagde at "Vi siger ikke vi fortæller den faktiske historie (...) vi fortæller vores historie."

### Produktionsdesign
Det omfattende produktionsdesign der skulle bruges til at lave filmen blev sammenfattet af Variety der sagde: "Tallene for The Irishman er svimlende: 108 optagelsesdage, 117 lokationer, 319 scener, 160 skuespillere i en historie der strækker sig over 50 år."
Produceren Emma Tillinger Koskoff, sammenfattede sin relation til Scorsese og hans primære rollebesætning og sagde: "Jeg arbejder også sammen med linjeproducenten, AD og DP om et budget og en tidsplan, og vi laver en produktionsplan der vil realisere Martys vision ... Vi spejdede meget. Vores forberedelse varede i næsten seks måneder, nogle gange spejdede vi efter dagens optagelser var slut og prøvede at finde en ny lokation ... på grund af vejret eller hvad ellers; det var temmelig sindssygt."

### Kostumer
Sandra Powell blev ansat som costumedesigner. Hun udpejede Christopher Peterson som meddesigner. Powell sagde om Scorsese at "En af de ting han sagde på det første møde var, at vi ikke skulle lave den samme slags gangster som i Goodfellas og Casino (...) Disse var ikke prangende påfugle-looks. Vi lavede en afdæmpet udgave. Jeg mener, der er nogle åbenlyse mafia-typer derinde, men halvdelen af det er den måde, disse mennesker holder sig selv på." Filmen havde i alt "250 karaktere og 6500 statister" sagde Peterson, og Powell tilføjede at: "du har brug for meget research, meget hårdt arbejde, og du skal bare komme ned og gøre det,
Du skal dybest set dele din hjerne op i fem forskellige årtier og gribe det an som om der var tre eller fire film i en. Man filmer mere en et årti på en dag, og det er der du virkelig skal vide hvad du laver."

### Filmoptagelser
Optagelserne skulle egentlig have været startet i august 2017 i og omkring New York City, og skulle vare til og med december 2017.
Optagelserne endte med at starte 18. september 2017 i New York City og i Mineola og Williston Park i Long Island, og sluttede 5. marts 2018 efter 108 optagelsesdage. Øvrige scener blev optaget i Hudson Valley, Salisbury Mills og Suffern, New York blandt andre steder.
En kropholdningstræner blev bragt ind for at give tips til De Niro, Pacino og Pesci om, hvordan man komprimerer sig som meget yngre mænd.
Alle scener, der krævede aldringseffekter, blev optaget digitalt med et brugerdefineret tre-kamera rig.
Filmen blev optaget på 117 lokationer til i alt 319 scener.

### Klipning
Thelma Schoonmaker kommenterede på arbejdet med klippningen af filmen og sagde: "Marty ville vise voldens banalitet (...) Det er ikke som de utrolige kamerabevægelser eller prangende klipning som de tidligere film.
Ofre dræbes på et øjeblik - ofte i meget enkle, brede skud. Og hans geniale ide om at smække titlerne i hovedet på publikum (der beskriver hvordan forskellige bandemedlemmer dør) var en måde at vise, at det ikke er en god idé at være en del af mafiaen."

### Visuelle effekter
VFX Supervisoren Pablo Helman, fra Industrial Light & Magic, stod for effekterne i filmen.
I august 2015 lavede Scorsese og De Niro en testfilm, ved at genskabe en scene fra Goodfellas (1990), for at se om de-aging ville virke.
Scorsese sagde at "risikoen var der, of det var det. Vi prøvede bare at lave en film. Efter at have siddet i sofaen i ti år (...) fandt vi endelig en vej."
Da filmen blev udgivet var Pacino 79 og De Niro og Pesci var begge 76 år gamle.
Scorsese og De Niro besluttede ikke at bruge motion tracking markers.
Helman sagde "Han skulle ikke have en hjelm på med små kameraer (...) Han kommer til at ønske at være i nuet med Joe Pesci og Al Pacino på settet, uden markører på sig. Så hvis du vil fange den præstation, hvordan kan du gøre det?"
Alle de scener der krævede de-aging blev filmet digitalt med en brugerdefineret tre-kamera rig. Helman og hans hold brugte to år på at analysere gamle film for at finde ud af hvordan skuespillerne skulle se ud i de forskellige aldre.
I marts 2018 fortalte Pacino om de-aging-processen til IndieWire og sagde at: "jeg spillede Jimmy Hoffa som 39-årig, det laver de på en computer (...) vi gennemgik alle disse prøver og ting (...) nogen kom op til mig og sagde 'du er 39 (du vil huske) en slags hukommelse fra du var 39, og din krop forsøger at akklimatisere sig til det og tænke på den måde. De minder dig om det."
Nicholas Rapold, der skriver for Film Comment, gav den de-aging CGI der blev brugt i filmen, blandet vurdering og sagde at: "De Niros lyserøde hudfarve som en 'ung' lastbilchauffør, minder mere om et tonet postkortbillede mere end en person i tyverne, og jeg kan ikke bortforklare den samme de-aged De Niro kantstens-stampe en købmand, ligner mere den septuagenariske stjerne han er, end en voldsomt beskyttende far i trediverne."

### Financiering og budget
I maj 2016 tilbød det mexicanske produktionsselskab Fábrica de Cine 100 millioner dollars for at finansiere filmen, og gennem denne aftale ville Paramount Pictures få de indenlandske rettigheder.
IM Global overvejede også at byde på filmens internationale salgsrettigheder. STX Entertainment købte filmens internationale distributionsrettigheder for 50 millioner dollars og vandt over studier som Universal Pictures, 20th Century Fox og Lionsgate. mens Fábrica de Cine lukkede aftalen og Paramount fik de indenlandske rettigheder.
I februar 2017 droppede Paramount de indenlandske distributionsrettigheder til The Irishman, efter Fábrica de Cine ikke ville finansiere filmen på grund af dens stigende budget. Derefter købte Netflix filmrettighederne for 105 millioner dollars og sagde ja til at finansiere filmens budget på 125 million dollars, med en forventet udgivelsesdato i oktober 2019.
I marts 2018 blev det også rapporteret at filmens budget var steget voldsomt fra 125 millioner dollars til 140 millioner dollars især på grund af de visuelle effekter der var nødvendige for at gøre De Niro, Pacino og Pesci yngre i forskellige dele af filmen.
I august samme år var der opstået spekulationer om, at omkostningerne efter sigende var steget til op til 175 millioner dollars ved den tid efterproduktionen skulle være færdig og nogle publikationer hævdede, at det kunne gå helt op til 200 millioner dollars.
I august 2019, blev det rapporteret at filmens officielle pris var 159 millioner dollars.

### Soundtrack
Robbie Robertson og musikvejleder Randall Poster sammensatte soundtracket.
Det indeholder både originale og eksisterende musiknumre. Robertson sagde til Rolling Stone: "Dette er nok den tiende film jeg har arbejdet på med Marty, og hver gang vi gør det, er det en hel ny oplevelse (...) musikken til The Irishman var en usædvanlig bedrift. Vi forsøgte at opdage en lyd, en stemning, en fornemmelse, der kunne fungere i de mange årtier, som denne historie finder sted i. Robertson skrev også partituret til filmen, skønt kun hans "Theme for the Irishman" findes på soundtracket.
To numre som Robertson skrev til filmen, der er på filmens rulletekster "I Hear You Paint Houses" og "Remembrance" kom med på hans album Sinematic.

## Udgivelse
The Irishman havde verdenspremiere ved den 57. New York Film Festival den 27. september 2019.
og havde en begrænset biografversion der havde premiere den 1. november 2019 efterfulgt af digital streaming på Netflix, der startede 27. november 2019.
Filmens internationale premiere var ved Closing Night Gala på London filmfestival den 13. oktober 2019. Filmen blev også vist på flere filmfestivaler inklusive: Mill Valley,
Hamptons, Lumière, San Diego, Mumbai,  Rome, Philadelphia, Chicago,  Tokyo, Camerimage,
Los Cabos, Mar del Plata, og Cairo.
Derudover blev filmen vist i Belasco Theatre i New York City fra den 1. november til 1. december 2019. Det var den første film der blev vist på teatret i dets 112-årige historie.

## Modtagelse

### Billetindtægter
The Irishman havde premiere i tre biografer i New York City og fem i Los Angeles den 1. november 2019; Netflix offentliggør ikke biografindtjeninger for deres film, men IndieWire anslog at den indtjente en "stærk" $ 350.000 i sin åbningsweekend, et gennemsnit på $ 43.750 pr. biograf.
Deadline Hollywood bemærkede at flere forestillinger i flere biografer havde udsolgt. Hjemmesiden hævdede også, at hvis filmen havde været vist bredere i biografer, ville det have været et flop i betragtning af filmens 209 minutters spilletid og dens store budget, og noterede at et anden kriminalfilm med en lang spillelængde som havde premiere den samme weekend,Motherless Brooklyn, kunne ikke opfylde sin planlagte indtjening.
Omvendt skrev CNBC, at Netflix "efterlod millioner på bordet" ved ikke at give filmen en bred biografudgivelse, og hævdede at den kunne have hentet mindst 100 millioner dollars på indenlandske biografer, med henvisning til den høje efterspørgsel efter billetter i løbet af premiereweekenden, og at Scorseses sidste gangsterfilm The Departed tjente 132 millioner kroner i 2006.
Udvidet til 22 biografer i sin anden weekend, anslås det at filmen tjente 440.000 dollars, efter visning i ti dage var indtjeningen omkring 940.000 dollars.
Den indtjente derefter anslået 1,5 millioner dollars fra 175 biografer i sin tredje uge,
og 1,2 millioner dollars fra 200 biografer i den fjerde uge.
Selvom den blev udgivet på Netflix den 27 november 2019 udvidede filmen til 500 biografer i dens femte uge, "tæt på det maksimale antal i de fleste store biografkæder, der nægter at lade deres kunder få en chance for at se den i biografen trods anerkendelse og interesse." og indtjente omkring 1 million dollars.
Derefter indtjente den omkring 450.000 dollars fra 320 biografer i sin sjette weekend - er sandsynligvis Netflix' mest succesrige biografudgivelse til dato med en indtjening på i alt 6,7 millioner dollars - og så 100.000 dollars fra 70 biografer i dens syvende uge.
The Irishman indtjente omkring 7 millioner dollars i Nordamerika og 961.224 dollars i andre territorier til i alt 8 millioner dollars på verdensplan.

### Kritisk respons
På hjemmesiden Rotten Tomatoes har filmen en vurdering på 96 % baseret på 411 anmeldelser, med en gennemsnitlig bedømmelse på 8,78 / 10.
Damon Wise der skriver for Filmmagasinet Ekko giver filmen 5 ud af 6 stjerner og roser filmens instruktør og skriver: "Martin Scorsese er fuld af ungdommelig energi (...) Mens andre filmskabere fra hans generation er blevet selvoptagede, selvhøjtidelige eller ganske enkelt dovne, har Scorsese bevaret sin legesyge og fantasi." Om arbejdet med de-aging skriver han: "Det er noget distraherende i begyndelsen, hvor De Niros øjne mister fokus på grund af en blålig farve. Det er også skidt for Pesci, hvis yngre udgave af og til ligner en ufærdig figur fra Jim Henson’s Creature Shop."
Henrik Reinberg fra Soundvenue giver også filmen 5 ud af 6 stjerner og skriver : "’The Irishman’ er et panoramisk, blodplettet USA-portræt fra gangsterfilmens konge, der sammen med sit overdådige hold skuespillere kan holde alle gryder i kog, også med en spilletid på tre en halv time."
Flixfilms anmelder Søren Meinertz giver filmen 6 ud af 6 stjerner, og skriver om de-aging at: "Bekymringerne omkring de-aging teknologien, der benyttes på de tre hovedrolleindehavere, har været til at tage og føle på, men jeg vil være ærlig og sige, at jeg kun tog notits af det et par gange. Filmen er så suveræn og dynamisk skruet sammen, at man sjældent har tid til at tænke over det". Om skuepillernes præstationer skriver han: "Robert De Niro giver en af de bedste præstationer han har givet i lang tid (...) især de sidste 20 minutter af filmen tilhører De Niro han gør utroligt meget med kun sin mimik og få replikker. Joe Pesci giver også en perfekt afdæmpet præstation, der står i skarp kontrast til hans roller som det voldelige brushoved i tidligere film, og samtidig gør det nærmest karakteren endnu mere koldblodig. Pacino er et sandt energibundt, der også står for nogle af filmens sjoveste øjeblikke, og scenerne mellem de tre koryfæer slår gnister på lærredet."